# August Aichhorn
August Aichhorn (Vienna, 27 luglio 1878 – 13 ottobre 1949) è stato uno psicoanalista austriaco.

## Biografia
Ebbe tra i suoi collaboratori Margaret Mahler e Peter Blos, e fu un pioniere della psicoterapia psicoanalitica con gli adolescenti; fu infatti autore di Werwahrloste Jugend ("Gioventù traviata"), pubblicato nel 1925 con la prefazione di Sigmund Freud.
In tale opera revisionava, secondo il punto di vista della psicoanalisi, il lavoro educativo che aveva svolto per molti anni a Vienna, durante la prima guerra mondiale e nel dopoguerra, con ragazzi e adolescenti che presentavano gravi problemi di adattamento sociale. Il libro lo rese noto come studioso della psicoanalisi applicata ai temi dell'educazione.
Il suo lavoro, considerato da molti una significativa anticipazione dell'intervento psicoterapeutico con gli adolescenti ispirato alla psicoanalisi, e in particolare delle psicoterapie brevi,  si differenzia in diversi punti dalla psicoanalisi classica.

## Edizioni italiane
- Gioventù traviata, trad. di Alberto Giordano, Milano: Bompiani, 1950
- Gioventù disadattata. La psicoanalisi nell'educazione curata dagli enti assistenziali: dieci conferenze per un primo corso introduttivo, con prefazione di Sigmund Freud (1925), trad. di Maria Cobau, Roma: Città nuova, 1978